# Centre històric de Sant Petersburg
El centre històric de Sant Petersburg i conjunts monumentals annexos és el nom utilitzat per la Unesco quan van ser designats els edificis de l'antiga ciutat russa de Sant Petersburg, així com els conjunts situats a la rodalia de la zona, com a Patrimoni de la Humanitat el 1991.
El lloc va ser reconegut pel seu patrimoni arquitectònic i la increïble i única fusió del barroc i neoclàssic, i per les seves influències de l'arquitectura russa.

## Llocs
| Codi      | Nom                                                                          | Coordenades                                                |
| --------- | ---------------------------------------------------------------------------- | ---------------------------------------------------------- |
| 540-001   | Centre històric de Sant Petersburg                                           | 59° 57′ 00″ N, 30° 19′ 06″ E / 59.95000°N,30.31833°E       |
| 540-002   | Part històrica de la ciutat de Kronstadt                                     | 59° 59′ 37″ N, 29° 46′ 25″ E / 59.99361°N,29.77361°E       |
| 540-003   | Fortalesa de Kronstadt                                                       |                                                            |
| 540-003a  | Els forts de l'illa de Kotlin                                                |                                                            |
| 540-003a1 | Reductes Dena                                                                |                                                            |
| 540-003a2 | Fort Shanz                                                                   |                                                            |
| 540-003a3 | Fort Caterina                                                                |                                                            |
| 540-003a4 | Fort Rift                                                                    |                                                            |
| 540-003a5 | Fort Constantí                                                               |                                                            |
| 540-003a6 | Torre de senyals a l'illa de Tolbujín                                        |                                                            |
| 540-003b  | Els forts del golf de Finlàndia                                              |                                                            |
| 540-003b1 | Fort Obrutchev                                                               |                                                            |
| 540-003b2 | Fort Totleben                                                                |                                                            |
| 540-003b3 | Forts del Nord 1-7                                                           |                                                            |
| 540-003b4 | Fort Pau (Riesbank)                                                          |                                                            |
| 540-003b5 | Fort Kronshlot                                                               |                                                            |
| 540-003b6 | Fort Alexandre («Tchumny»)                                                   |                                                            |
| 540-003b7 | Fort Pere                                                                    |                                                            |
| 540-003b8 | Forts del Sud 1-3                                                            |                                                            |
| 540-003c  | Els forts de la costa del golf de Finlàndia                                  |                                                            |
| 540-003c1 | Fort Lissy Noss                                                              |                                                            |
| 540-003c2 | Fort Inno                                                                    |                                                            |
| 540-003c3 | Fort Cavall Verd (Seraya Lochad)                                             |                                                            |
| 540-003c4 | Fort Krasnay Gorka (Turó Roig)                                               |                                                            |
| 540-003d  | Enginyeria civil                                                             |                                                            |
| 540-003d1 | La barrera de cribwork                                                       |                                                            |
| 540-003d2 | La barrera de pila                                                           |                                                            |
| 540-003d3 | La barrera de pedra                                                          |                                                            |
| 540-004   | Centre històric de la ciutat de Petrokrepost (Schlisselburg)                 | 59° 57′ 00″ N, 31° 02′ 00″ E / 59.95000°N,31.03333°E       |
| 540-005   | Fortalesa «Oreshek» en l'illa Orejovets en la desembocadura del Neva         |                                                            |
| 540-006   | Conjunts de palaus i parc de la ciutat de Pushkin i el seu centre històric   | 59° 43′ 00″ N, 30° 25′ 00″ E / 59.71667°N,30.41667°E       |
| 540-007   | Palaus i parcs de la ciutat de Pávlovsk i el seu centre històric             |                                                            |
| 540-008   | Observatori de Pulkovo                                                       |                                                            |
| 540-009   | Conjunt de palau i parc de l'aldea de Ropsha                                 | 59° 40′ 34.9″ N, 29° 50′ 52.1″ E / 59.676361°N,29.847806°E |
| 540-010   | Conjunt de palau i parc de l'aldea de Gostilitsy                             |                                                            |
| 540-011   | Conjunt de palau i parc de l'aldea de Taytsy                                 |                                                            |
| 540-012   | Conjunt de palau i parc de la ciutat de Gátchina i el seu centre històric    |                                                            |
| 540-013   | Conjunt de Troise-Sergieva (un petit monestir)                               |                                                            |
| 540-014   | Conjunt de palau i parc de la ciutat de Strelna i el seu centre històric     |                                                            |
| 540-015   | Conjunt de palau i parc «Mijailóvka»                                         |                                                            |
| 540-016   | Conjunt de palau i parc «Známenka»                                           |                                                            |
| 540-017   | Conjunt de palau i parc de la ciutat de Peterhof i el seu centre històric    | 59° 53′ 06″ N, 29° 53′ 45″ E / 59.88500°N,29.89583°E       |
| 540-018   | Conjunt de palau i parc «Dacha Sobstvennaya»                                 |                                                            |
| 540-019   | Conjunt de palau i parc «Sergeevka»                                          |                                                            |
| 540-020   | Conjunts de palau i parc de la ciutat de Lomonósov i del seu centre històric |                                                            |
| 540-021   | Pavlovo-Koltushi                                                             |                                                            |
| 540-022   | Edifici Zinóviev                                                             |                                                            |
| 540-023   | Edifici Shuvalov                                                             |                                                            |
| 540-024   | Edifici Viazemsky                                                            |                                                            |
| 540-025   | Sestroretsky Razliv                                                          |                                                            |
| 540-026   | Edifici Iliá Repin «Els penats»                                              |                                                            |
| 540-027   | Cementeri de l'aldea de Komarovo                                             |                                                            |
| 540-028   | Lindulovskaya Rotcsha                                                        |                                                            |
| 540-029   | Riu Neva amb ribes i embarcadors                                             |                                                            |
| 540-030   | Riba de l'Izhorsky (Glint)                                                   |                                                            |
| 540-031   | Alterons de Dudergofskie                                                     |                                                            |
| 540-032   | Alteró Koltushskaya                                                          |                                                            |
| 540-033   | Alteró Yukkovskaya                                                           |                                                            |
| 540-034   | Les carreteres                                                               |                                                            |
| 540-034a  | Carretera Muskovskoe                                                         |                                                            |
| 540-034b  | Carretera Kievskoe                                                           |                                                            |
| 540-034c  | Línia ferroviària Leningrad-Pavlovsk                                         |                                                            |
| 540-034d  | Autopista Pushkin-Gatchina                                                   |                                                            |
| 540-034e  | Carretera Voljovskoe                                                         |                                                            |
| 540-034f  | Carretera Tallinskoe                                                         |                                                            |
| 540-034g  | Carretera Peterhofskoe                                                       |                                                            |
| 540-034h  | Carretera Ropshinskoe                                                        |                                                            |
| 540-034i  | Carretera Gostilitskoe                                                       |                                                            |
| 540-034j  | Carretera Primorskoe                                                         |                                                            |
| 540-034k  | Carretera Vyborgskoe                                                         |                                                            |
| 540-034l  | Carretera Koltushskoe                                                        |                                                            |
| 540-034m  | El canal Ligovsky                                                            |                                                            |
| 540-035   | Els canals navegables                                                        |                                                            |
| 540-035a  | El canal marítim                                                             |                                                            |
| 540-035b  | Petrovsky                                                                    |                                                            |
| 540-035c  | Kronstadsky                                                                  |                                                            |
| 540-035d  | Zelenogorsky                                                                 |                                                            |
| 540-036   | El Cinturó verd de la Glòria                                                 |                                                            |
| 540-036a  | L'anell de bloqueig                                                          |                                                            |
| 540-036b  | El Camí de la Vida                                                           |                                                            |
| 540-036c  | Trampolí Oranienbaumsky                                                      |                                                            |